# Prosadenoporus agricola
Prosadenoporus agricola — вид  озброєних немертин ряду Monostilifera родини Prosorhochmidae.

## Поширення
Вид є ендеміком  Бермудських островів. Це наземний вид, мешкає вздовж берегової лінії у вологих місцях під камінням та у норах хробаків. Молодь може жити у мангрових болотах.

## Охоронний статус
У 1904 році він був записаний як «широко поширений на островах». Подальші зразки були зібрані в 1951 році. У 1966 році невелика кількість знаходилися тільки на одному місцезнаходженні. З цього часу не відомо жодної знахідки, тому цей вид, ймовірно, вимер.